# 李汉柏
李汉柏（1950年—），男，白族，云南鹤庆人，中华人民共和国政治人物。

## 生平
1966年3月，李汉柏参加工作，先在大理部队军马场兽医所担任卫生班长、育种技术员；1975年11月，至下关水电二处三工段任职。1977年2月，入云南工学院（今昆明理工大学）水电系水电工程建筑专业就读，1980年1月毕业。毕业后在鹤庆县发电厂、县水工队做技术工作。
1983年10月起，历任鹤庆县委副书记、县长、县委书记。1986年9月，转任中共大理州委副书记。1988年7月，任大理州州长。1993年7月，任中共大理州委书记。1996年，任云南省财政厅厅长。1998年1月，当选云南省人民政府副省长。2006年，任中共云南省委常委、省纪委书记。